# Simen Fougner
Simen Fougner est un juriste, un directeur de banque et un homme politique norvégien, né le 7 octobre 1871 à Follebu (en) (comté d'Oppland) et mort en 1963.
Fougner est maire de Lillehammer à trois reprises : de 1900 à 1901, de 1911 à 1912, puis de 1914 à 1916. De 1922 à 1924, il siège au Storting comme troisième représentant des villes marchandes des comtés de Hedmark et d'Oppland (en) pour le Parti libéral de gauche. Il est premier représentant suppléant de la circonscription sous la législature suivante. De 1913 à 1939, Fougner est directeur administratif de la Lillehammer Sparebank.
Une rue est nommée d'après lui à Lillehammer.